# Rakytie (Mała Fatra)
Rakytie (741 m) – szczyt w Luczańskiej części Małej Fatry na Słowacji. Wznosi się w miejscowości Nezbudská Lúčka w głównej grani Luczańskiej Fatry, pomiędzy szczytami Grúň (1101 m)  i Domašín (575 m) – ten ostatni stanowi zakończenie głównej grani Fatry Luczańskiej i znajduje się na cyplu objętym ochroną jako Domašínsky meander. Od szczytu Grúň Rakytie oddzielone jest przełęczą sedlo Rakytie.
Rakytie wznosi się w wąskim grzbiecie górskim z obydwu stron opływanym przez potoki. Jego zachodnie stoki opadają do doliny potoku Javorina, wschodnie do doliny potoku bez nazwy – obydwa są dopływami Wagu. W północno-wschodnim kierunku od Rakytie odbiega krótki grzbiet zakończony wysoką skałą, na szczycie której wznosi się Zamek Strečno. Północne stoki Rakytie opadają bezpośrednio do Wagu. Ich podnóżami, tuż nad korytem Wagu poprowadzono drogę nr 18, przełęcz między Rakytie a Domašínem przebijają dwa tunele jednokierunkowej linii kolejowej. Stoki Rakytie porasta las, wycięto w nim jednak szeroką przecinkę dla linii energetycznej. Zachodnimi stokami, nad doliną potoku Javorina prowadzi znakowany szlak turystyczny, omijający jednak szczyt Rakytie.

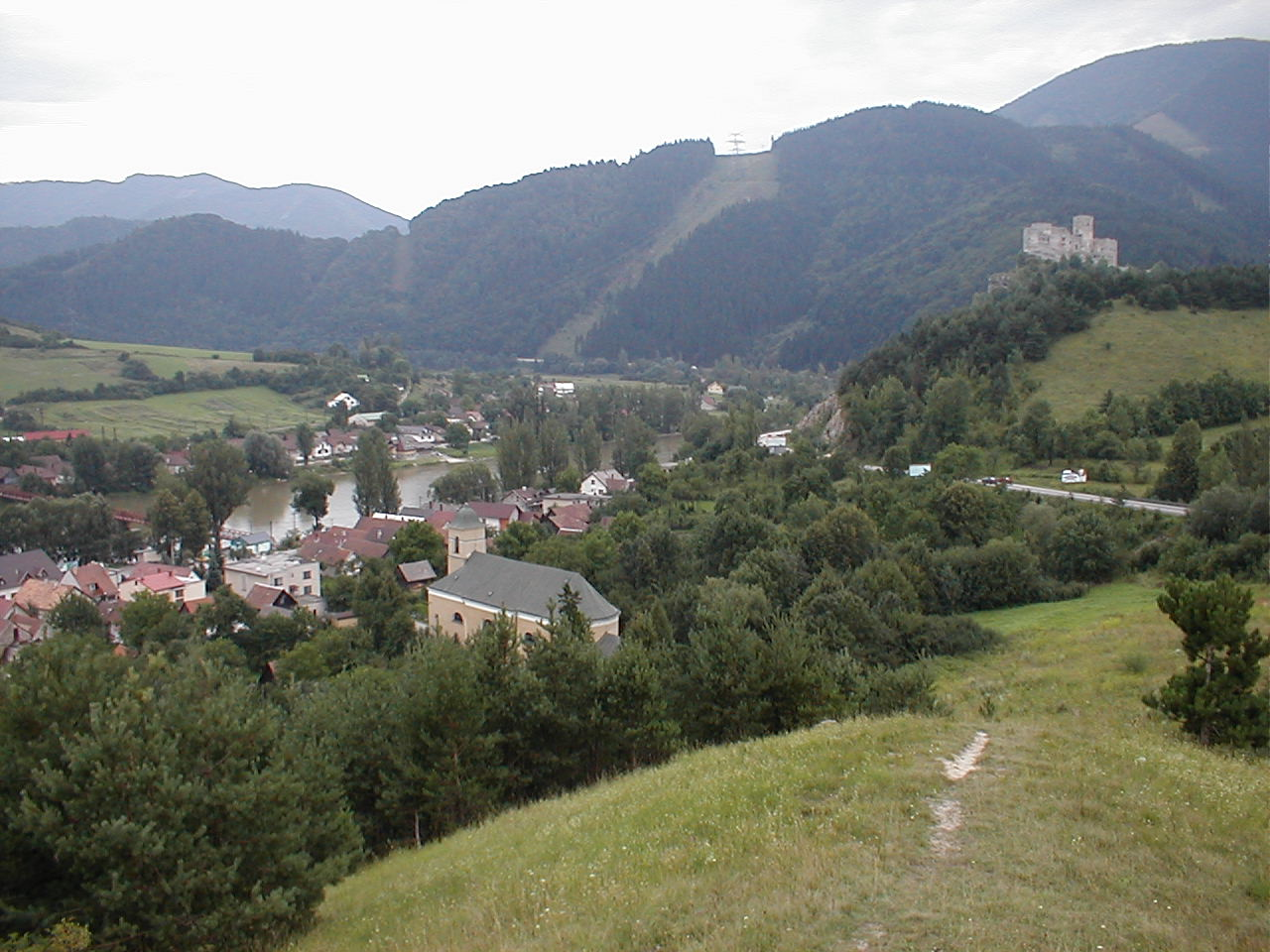
Rakytie (z przecinką dla linii energetycznej)